# فریا استارک
فریا مادلین استارک (خانم استیوارت پرون) (به انگلیسی: Dame Freya Madeline Stark (Mrs Stewart Perowne)) (زاده ۳۱ ژانویه ۱۸۹۳ پاریس فرانسه - درگذشته ۹ مه ۱۹۹۳ آسولو ایتالیا) جهانگرد و سفرنامه‌نویس بریتانیایی
وی سفرهای متعددی به خاورمیانه و افغانستان داشت. سفر این بانو به ایران در سالهای ۱۳۰۶ و ۱۳۱۰ در کتابی با نام «سفری به دیار حشاشین» از سوی علیمحمد ساکی به فارسی برگردانده شده‌است. این کتاب زیر عنوان «سفری به دیار الموت، لرستان و ایلام» از مجموعه گنجینه ایران و ایرانیان زیر نظر ایرج افشار به چاپ رسیده‌است.
استارک در ۱۹۶۸ برای دیدن منار جام، در ولایت غور افغانستان به آنجا سفر کرد و کتاب The Minaret of Djam: An Excursion in Afghanistan (مناره جام: سفری به افغانستان) سفرنامه این تجربه است.